# Heugas
Heugas (okzitanisch: Heugars) ist eine französische Gemeinde mit 1.395 Einwohnern (Stand: 1. Januar 2022) im Département Landes in der Region Nouvelle-Aquitaine. Sie gehört zum Arrondissement Dax und zum Kanton Dax-2.

## Geografie
Die Gemeinde Heugas liegt etwa sechs Kilometer südsüdwestlich von Dax in der Landschaft Marensin. Der Fluss Luy begrenzt die Gemeinde im Nordwesten, im Südwesten verläuft sein Zufluss Bassecq. Umgeben wird Heugas von den Nachbargemeinden Oeyreluy im Norden, Saint-Pandelon im Nordosten, Bénesse-lès-Dax im Osten, Gaas im Südosten, Cagnotte im Süden, Saint-Lon-les-Mines im Südwesten, Siest im Westen sowie Tercis-les-Bains im Nordwesten.

## Bevölkerungsentwicklung
| Jahr                       | 1962 | 1968 | 1975 | 1982 | 1990 | 1999 | 2006 | 2014 | 2021 |
| -------------------------- | ---- | ---- | ---- | ---- | ---- | ---- | ---- | ---- | ---- |
| Einwohner                  | 872  | 876  | 929  | 1192 | 1280 | 1268 | 1222 | 1316 | 1375 |
| Quellen: Cassini und INSEE |      |      |      |      |      |      |      |      |      |

## Sehenswürdigkeiten
- Kirche Notre-Dame

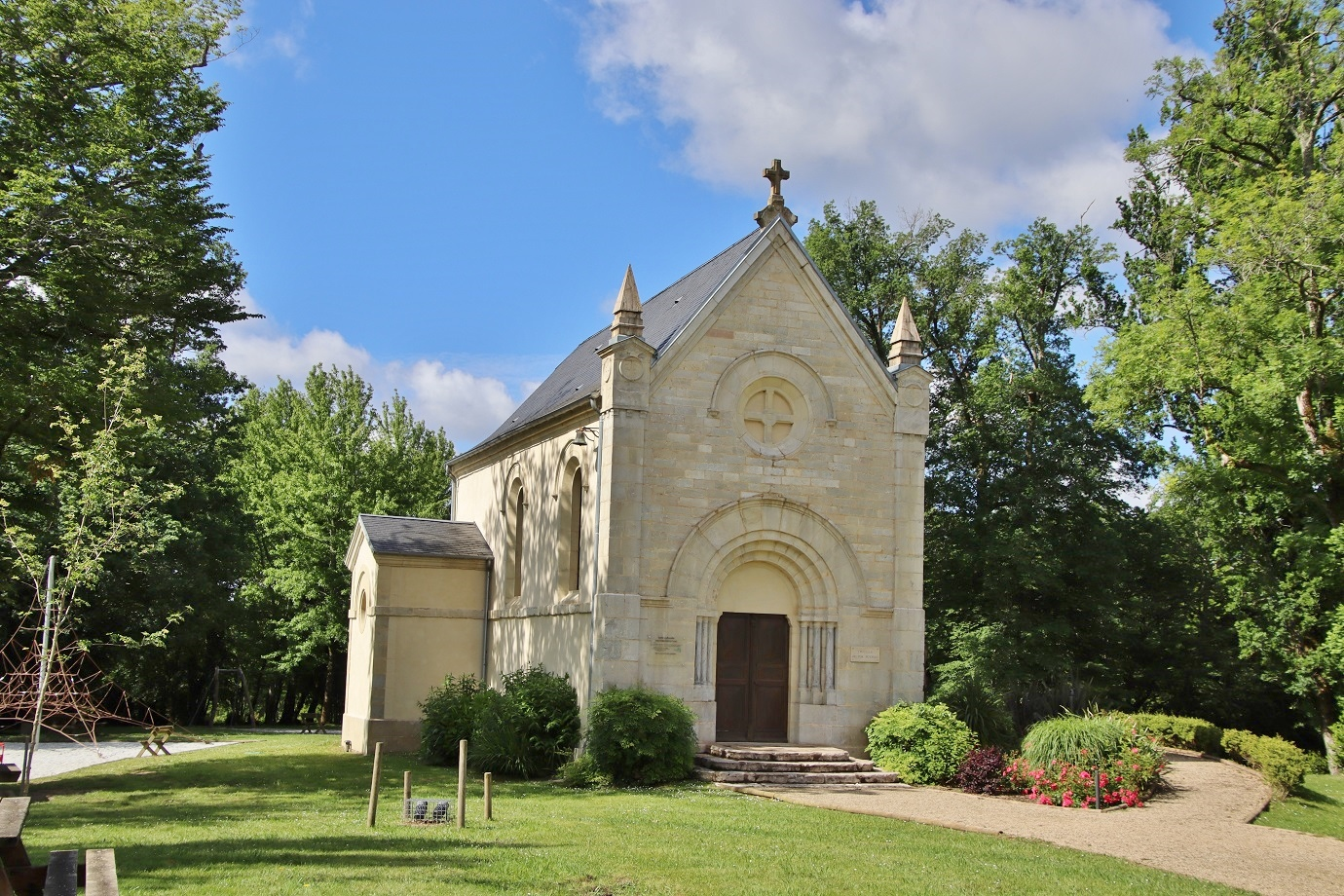
Kapelle Coudaingt
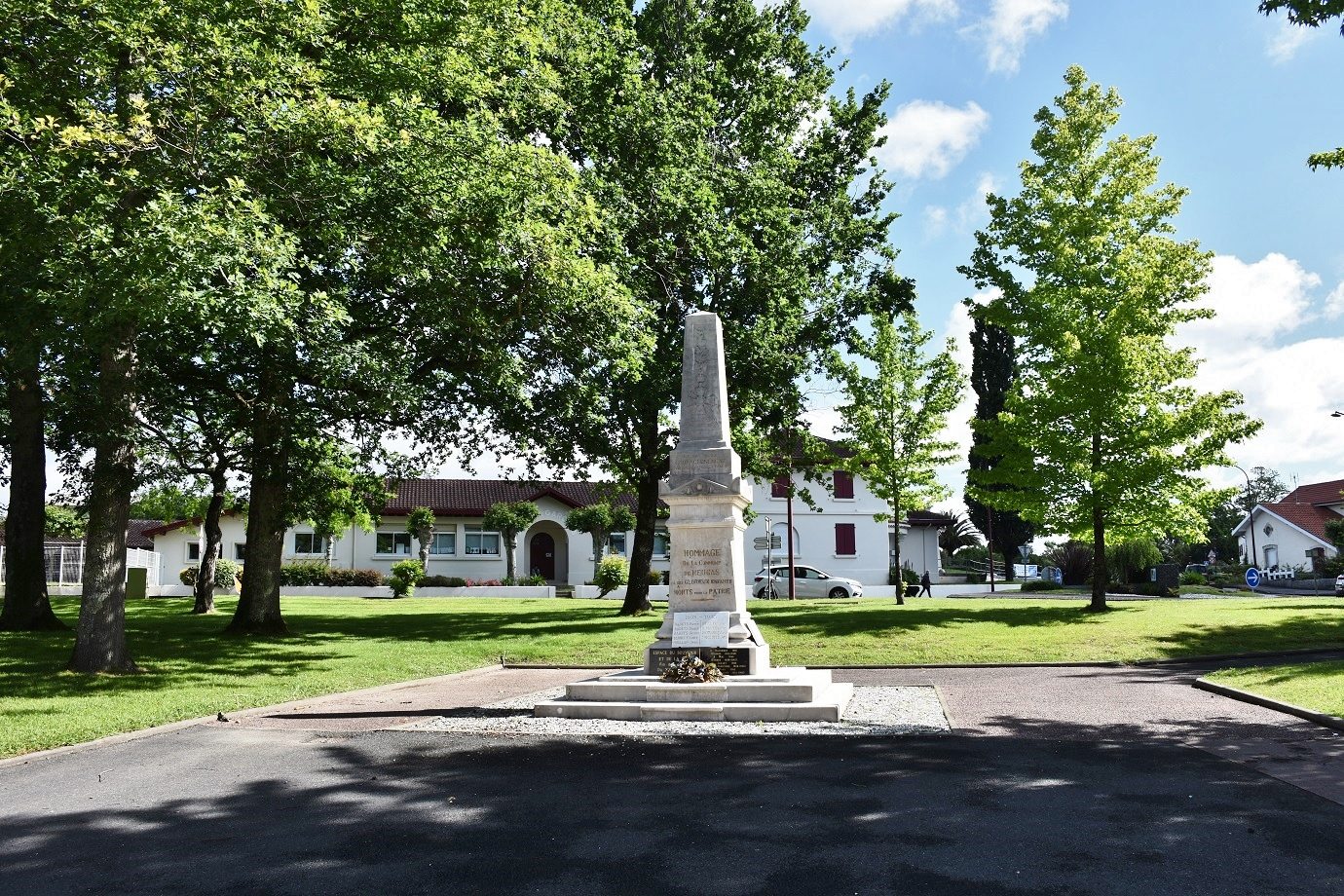
Gefallenendenkmal